# Porophyllum warnockii
Porophyllum warnockii là một loài thực vật có hoa trong họ Cúc. Loài này được R.R.Johnson miêu tả khoa học đầu tiên năm 1966.